# Дейви (округ)
Округ Дейви (англ. Davie County) располагается в штате Северная Каролина, США. Официально образован в 1836 году. По состоянию на 2010 год, численность населения составляла 41 240 человек.

## География
По данным Бюро переписи США, общая площадь округа равняется 691,531 км2, из которых 686,351 км2 суша и 5,180 км2 или 0,640 % это водоёмы.

## Население
По данным переписи населения 2000 года в округе проживает 34 835 жителей в составе 13 750 домашних хозяйств и 10 257 семей. Плотность населения составляет 51,00 человек на км2. На территории округа насчитывается 14 953 жилых строений, при плотности застройки около 22,00-х строений на км2. Расовый состав населения: белые — 90,44 %, афроамериканцы — 6,80 %, коренные американцы (индейцы) — 0,23 %, азиаты — 0,31 %, гавайцы — 0,02 %, представители других рас — 1,31 %, представители двух или более рас — 0,89 %. Испаноязычные составляли 3,47 % населения независимо от расы.
В составе 32,70 % из общего числа домашних хозяйств проживают дети в возрасте до 18 лет, 61,40 % домашних хозяйств представляют собой супружеские пары проживающие вместе, 9,20 % домашних хозяйств представляют собой одиноких женщин без супруга, 25,40 % домашних хозяйств не имеют отношения к семьям, 22,20 % домашних хозяйств состоят из одного человека, 9,70 % домашних хозяйств состоят из престарелых (65 лет и старше), проживающих в одиночестве. Средний размер домашних хозяйств составляет 2,51 человека, и средний размер семьи 2,91 человека.
Возрастной состав округа: 24,30 % моложе 18 лет, 7,10 % от 18 до 24, 29,40 % от 25 до 44, 25,50 % от 45 до 64 и 25,50 % от 65 и старше. Средний возраст жителя округа 38 лет. На каждые 100 женщин приходится 97,00 мужчин. На каждые 100 женщин старше 18 лет приходится 94,00 мужчин.
Средний доход на домохозяйство в округе составлял 40 174 USD, на семью — 47 699 USD. Среднестатистический заработок мужчины был 33 179 USD против 24 632 USD для женщины. Доход на душу населения составлял 21 359 USD. Около 6,40 % семей и 8,60 % общего населения находились ниже черты бедности, в том числе — 10,20 % молодежи (тех, кому ещё не исполнилось 18 лет) и 11,30 % тех, кому было уже больше 65 лет.